# Atletisme als Jocs Olímpics d'Estiu de 1924 - llançament de pes masculí
El llançament de pes masculí va ser una de les proves del programa d'atletisme disputades durant els Jocs Olímpics de París de 1924. La prova es va disputar el 8 de juliol de 1924 i hi van prendre part 28 atletes de 15 nacions diferents.

## Medallistes
| Or               | Plata                 | Bronze            |
| Bud Houser (USA) | Glenn Hartranft (USA) | Ralph Hills (USA) |

## Rècords
Aquests eren els rècords del món i olímpic que hi havia abans de la celebració dels Jocs Olímpics de 1924.
| Rècord del Món | 15.54    | Ralph Rose       | San Francisco (USA) | 21 d'agost de 1909   |
| Rècord del Món | 16.56(*) | Ralph Rose       | Healdsburg (USA)    | 26 de juny de 1909   |
| Rècord Olímpic | 14.81    | Patrick McDonald | Estocolm (SWE)      | 10 de juliol de 1912 |

(*) No oficial, establert en una exhibició

## Resultats

### Qualificació
Els 28 atletes són dividits en tres grups i disposen de tres llançaments. Els sis millors, dels tres grups, passaven a la final.
Grup 1
| Posició | Atleta               | Distància | Posició general | Qual. |
| ------- | -------------------- | --------- | --------------- | ----- |
| 1       | Bud Houser (USA)     | 14.995    | 1               | Q     |
| 2       | Ralph Hills (USA)    | 14.505    | 2               | Q     |
| 3       | Ville Pörhölä (FIN)  | 14.10     | 7               |       |
| 4       | Bertil Jansson (SWE) | 13.76     | 8               |       |
| 5       | Harald Tammer (EST)  | 13.28     | 12              |       |
| 6       | Ketil Askildt (NOR)  | 13.09     | 15              |       |
| 7       | Daniel Pierre (FRA)  | 13.07     | 16              |       |
| 8       | John O'Grady (IRL)   | 12.75     | 17              |       |
| 9       | Arvīds Ķibilds (LAT) | 12.53     | 19              |       |
| 10      | Jesús Aguirre (MEX)  | 9.47      | 27              |       |

Grup 2
| Posició | Atleta                    | Distància | Posició general | Qual. |
| ------- | ------------------------- | --------- | --------------- | ----- |
| 1       | Hannes Torpo (FIN)        | 14.45     | 3               | Q     |
| 2       | Glenn Hartranft (USA)     | 14.405    | 4               | Q     |
| 3       | Elmer Niklander (FIN)     | 14.265    | 6               | Q     |
| 4       | Raoul Paoli (FRA)         | 13.535    | 9               |       |
| 5       | Sixten Sundström (SWE)    | 13.53     | 10              |       |
| 6       | Veljko Narančić (YUG)     | 13.215    | 13              |       |
| 7       | Charles Beckwith (GBR)    | 12.48     | 20              |       |
| 8       | Otto Garnus (SUI)         | 12.12     | 23              |       |
| 9       | José Galimberti (BRA)     | 11.30     | 25              |       |
| 10      | Dimitrios Karabatis (GRE) | 10.955    | 26              |       |

Grup 3
| Posició | Atleta                   | Distància | Posició general | Qual. |
| ------- | ------------------------ | --------- | --------------- | ----- |
| 1       | Norman Anderson (USA)    | 14.29     | 5               | Q     |
| 2       | Akseli Takala (FIN)      | 13.315    | 11              |       |
| 3       | Christos Vrettos (GRE)   | 13.125    | 14              |       |
| 4       | Pál Bedő (HUN)           | 12.66     | 18              |       |
| 5       | Werner Nüesch (SUI)      | 12.45     | 21              |       |
| 6       | Maxime Bousselaire (FRA) | 12.265    | 22              |       |
| 7       | Rex Woods (GBR)          | 11.77     | 24              |       |
| —       | Octávio Zani (BRA)       | SM        | —               |       |

### Final
La final es va disputar el mateix dia. Sols dos atletes milloren el llançament de la classificació.
| Posició | Atlets                | Dist. Qual. | Dist. Final | Distància |
| ------- | --------------------- | ----------- | ----------- | --------- |
| 1       | Bud Houser (USA)      | 14.995      |             | 14.995    |
| 2       | Glenn Hartranft (USA) | 14.405      | 14.895      | 14.895    |
| 3       | Ralph Hills (USA)     | 14.505      | 14.64       | 14.64     |
| 4       | Hannes Torpo (FIN)    | 14.45       |             | 14.45     |
| 5       | Norman Anderson (USA) | 14.29       |             | 14.29     |
| 6       | Elmer Niklander (FIN) | 14.265      |             | 14.265    |